# Station Garwolin
Station Garwolin is een spoorwegstation in de Poolse plaats Wola Rębkowska.